# Henry Bacon (architecte)
Pour les articles homonymes, voir Henry Bacon et Bacon.
Henry Bacon (né le 28 novembre 1866 à Watseka et mort à New York le 17 février 1924) est un architecte américain, dont une des principales œuvres est le Lincoln Memorial à Washington, D.C..

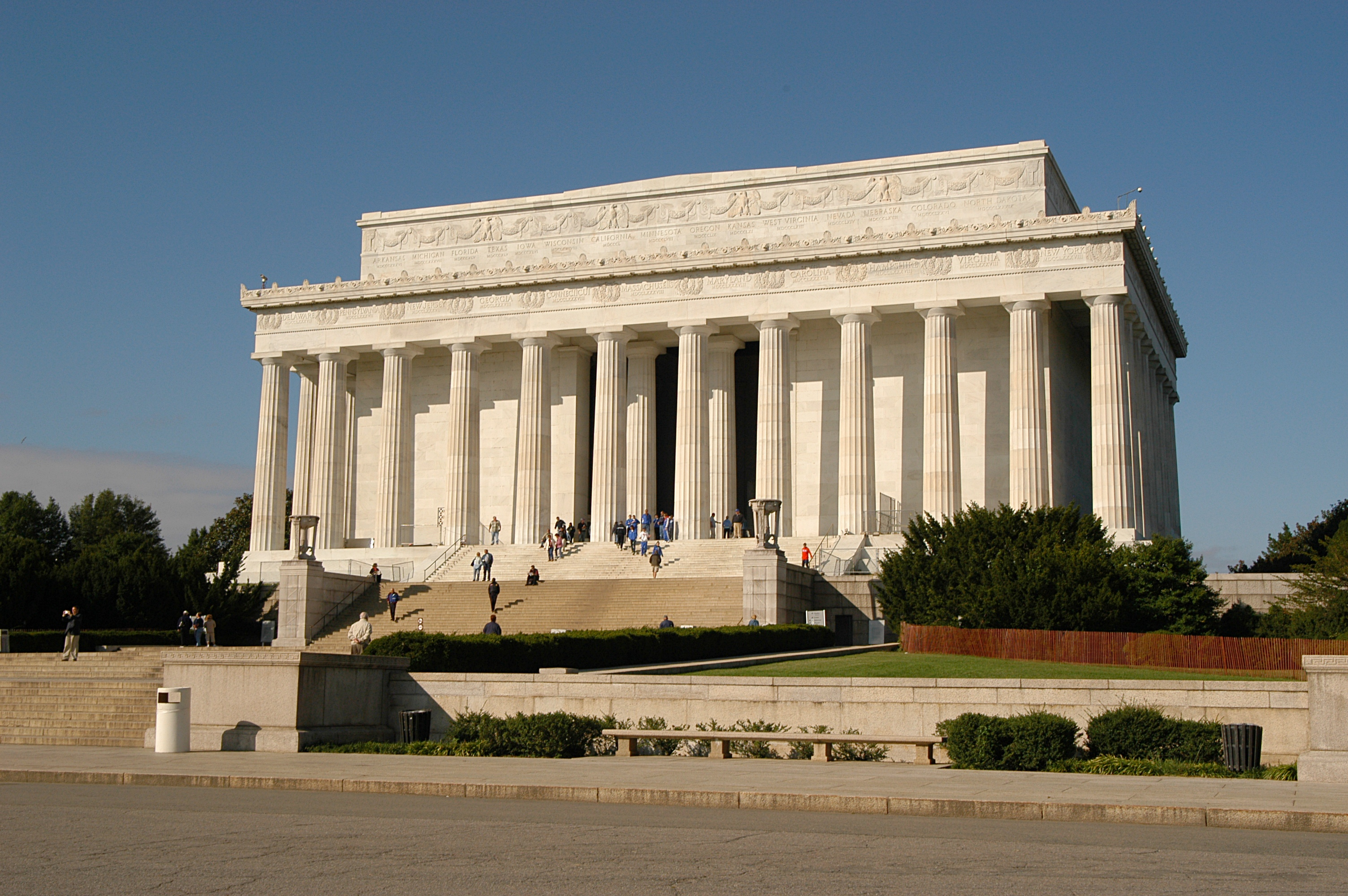
Le Lincoln Memorial

## SS Henry Bacon
Le Liberty ship SS Henry Bacon a été le dernier navire allié coulé par la Luftwaffe au cours de la Seconde Guerre mondiale. Il portait son nom en hommage à Henry Bacon. (voir l'article en anglais).